# Tangled Up
A Tangled Up az angol Girls Aloud lánybanda negyedik stúdióalbuma. A lemez három TOP10-es kislemezt tartalmaz, és az együttes harmadik legsikeresebb stúdiólemezének mondható.

## Dallista
1. "Call The Shots" (Brian Higgins, Miranda Cooper, Tim Powell, Giselle Sommerville, Lisa Cowling) – 3:45
2. "Close To Love" (Miranda Cooper, Brian Higgins, Tim Powell, Nick Coler, Jody Lei) – 3:53
3. "Sexy! No No No..." (Xenomania, Nazareth, Girls Aloud) – 3:18
4. "Girl Overboard" (Miranda Cooper, Brian Higgins, Tim Powell, Nick Coler, Jody Lei) – 4:11
5. "Can't Speak French" (Miranda Cooper, Brian Higgins, Tim Powell, Nick Coler, Jody Lei, Carla Marie Williams) – 4:04
6. "Black Jacks" (Miranda Cooper, Brian Higgins, Tim Powell, Nick Coler, Lisa Cowling) – 4:22
7. "Control Of The Knife" (Miranda Cooper, Brian Higgins, Giselle Sommerville, Jon Shave) – 3:51
8. "Fling" (Miranda Cooper, Brian Higgins, Tim Powell, Nick Coler, Carla Marie Williams, Moguai) – 4:13
9. "What You Crying For" (Miranda Cooper, Brian Higgins, Lisa Cowling, Tim "Rolf" Larcombe, Myra Boyle) - 3:44
10. "I'm Falling" (Miranda Cooper, Brian Higgins, Tim Powell, Yusra Maru'e, Niara Scarlett) - 4:01
11. "Damn" (Miranda Cooper, Brian Higgins, Tim Powell, Nick Coler, Lisa Cowling) – 3:46
12. "Crocodile Tears" (Miranda Cooper, Brian Higgins, Tim Powell, Nick Coler, Giselle Sommerville, Tim "Rolf" Larcombe, Girls Aloud) - 4:18